# ナラケトゥス
ナラケトゥス（Nalacetus、ナラケタス）は、約5,300万年前（新生代古第三紀始新世初期）の水陸両域に生息していた、原始的クジラ類。ただし、その形態から、彼らの主たる生活圏は海中ではなく水辺にあったと考えられる。
陸生に適した四肢を持つ始原的なクジラのグループであるパキケトゥス科に属し、既知で最古のクジラとされるパキケトゥスに近縁であるが、さらに1,000万年ほど古く約6,300万年前（暁新世初期）に属する可能性ありとの説もある。体の大きさはオオカミ程度。